# Завировка
Завировка — деревня в Рыбинском районе Красноярского края России. Входит в состав Новосолянского сельсовета.

## История
В 1976 году указом Президиума Верховного Совета РСФСР деревне отделения № 6 Камалинского опытно-производственного хозяйства присвоено наименование Завировка.

## Население
| 2010 |
| ---- |
| 100  |

## Улицы
| - ул. Молодёжная, - ул. Победы, | - ул. Центральная, - ул. Школьная. |